# Ken Buck
Ken Buck, Kenneth Robert Buck (ur. 16 lutego 1959) – amerykański polityk, członek Partii Republikańskiej i kongresman ze stanu Kolorado (od roku 2015).